# Каменица (Коцељева)
Каменица, позната и као Шабачка Каменица, је насеље у Србији у општини Коцељева у Мачванском округу. Према попису из 2022. било је 419 становника.
Овде се налази Црква Светог Георгија у Каменици.

## Галерија
- Црква Св. Стефана
- Дом културе
- Споменик у центру села
- Дом културе
- Крајпуташ
- Сеоска школа

## Демографија
У насељу Каменица живи 600 пунолетних становника, а просечна старост становништва износи 47,0 година (44,5 код мушкараца и 49,6 код жена). У насељу има 261 домаћинство, а просечан број чланова по домаћинству је 2,67.
Ово насеље је великим делом насељено Србима (према попису из 2002. године).
|  |

| Демографија | Демографија | Демографија |
| Година      | Становника  | Становника  |
| ----------- | ----------- | ----------- |
| 1948.       | 1.344       |             |
| 1953.       | 1.360       |             |
| 1961.       | 1.298       |             |
| 1971.       | 1.239       |             |
| 1981.       | 1.102       |             |
| 1991.       | 888         | 884         |
| 2002.       | 696         | 715         |

| Етнички састав према попису из 2002.‍ | Етнички састав према попису из 2002.‍ | Етнички састав према попису из 2002.‍ | Етнички састав према попису из 2002.‍ | Етнички састав према попису из 2002.‍ |
| ------------------------------------ | ------------------------------------ | ------------------------------------ | ------------------------------------ | ------------------------------------ |
|                                      |                                      |                                      |                                      |                                      |
| Срби                                 | Срби                                 |                                      | 694                                  | 99,71%                               |
| непознато                            | непознато                            |                                      | 0                                    | 0,0%                                 |

| Година пописа     | 1948. | 1953. | 1961. | 1971. | 1981. | 1991. | 2002. |
| ----------------- | ----- | ----- | ----- | ----- | ----- | ----- | ----- |
| Број домаћинстава | 223   | 239   | 258   | 278   | 294   | 290   | 261   |

| Број чланова      | 1  | 2  | 3  | 4  | 5  | 6  | 7 | 8 | 9 | 10 и више | Просек |
| ----------------- | -- | -- | -- | -- | -- | -- | - | - | - | --------- | ------ |
| Број домаћинстава | 67 | 84 | 37 | 38 | 17 | 15 | 2 | 0 | 1 | 0         | 2,67   |

| Пол    | Укупно | Неожењен/Неудата | Ожењен/Удата | Удовац/Удовица | Разведен/Разведена | Непознато |
| ------ | ------ | ---------------- | ------------ | -------------- | ------------------ | --------- |
| Мушки  | 312    | 97               | 180          | 21             | 12                 | 2         |
| Женски | 308    | 39               | 183          | 75             | 8                  | 3         |
| УКУПНО | 620    | 136              | 363          | 96             | 20                 | 5         |

| Пол    | Укупно                    | Пољопривреда, лов и шумарство | Рибарство                            | Вађење руде и камена | Прерађивачка индустрија       |
| ------ | ------------------------- | ----------------------------- | ------------------------------------ | -------------------- | ----------------------------- |
| Мушки  | 213                       | 156                           | 0                                    | 0                    | 36                            |
| Женски | 133                       | 106                           | 0                                    | 0                    | 3                             |
| УКУПНО | 346                       | 262                           | 0                                    | 0                    | 39                            |
| Пол    | Производња и снабдевање   | Грађевинарство                | Трговина                             | Хотели и ресторани   | Саобраћај, складиштење и везе |
| Мушки  | 1                         | 2                             | 4                                    | 0                    | 4                             |
| Женски | 0                         | 0                             | 6                                    | 1                    | 0                             |
| УКУПНО | 1                         | 2                             | 10                                   | 1                    | 4                             |
| Пол    | Финансијско посредовање   | Некретнине                    | Државна управа и одбрана             | Образовање           | Здравствени и социјални рад   |
| Мушки  | 1                         | 1                             | 4                                    | 2                    | 1                             |
| Женски | 1                         | 0                             | 0                                    | 5                    | 3                             |
| УКУПНО | 2                         | 1                             | 4                                    | 7                    | 4                             |
| Пол    | Остале услужне активности | Приватна домаћинства          | Екстериторијалне организације и тела | Непознато            | Непознато                     |
| Мушки  | 1                         | 0                             | 0                                    | 0                    | 0                             |
| Женски | 1                         | 0                             | 0                                    | 7                    | 7                             |
| УКУПНО | 2                         | 0                             | 0                                    | 7                    | 7                             |